# Amba

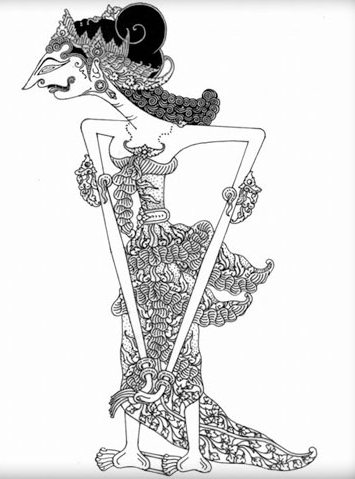
Representação visual da deusa Amba.

Amba (sânscrito: अम्बा, romanizado: Ambā) é uma personagem do épico hindu Mahabharata. Ela é a filha mais velha e mais bonita de Kashya, o rei de Kasi, e irmã de Ambika e Ambalika. A palavra Amba é comumente usada em sânscrito e significa mãe; é também mencionada com o significado de "mãe dos Vedas".
Amba e suas irmãs foram sequestradas por Bhishma durante o svayamvara, um evento onde noivas escolhem seus maridos. Eles foram levadas para casar com Vichitravirya, o rei de Hastinapura. Antes do casamento, Amba confessa a Bhishma seu amor por outro rei, Salva, e pede para ser liberada. Mas Salva, achando que Bhishma já a tinha aceitado como esposa, a rejeita. Mesmo com esforços dela e de Parashurama, Bhishma não cede. Amba culpa Bhishma por sua desgraça, faz penitência e recebe uma bênção de Xiva. Ela renasce como Shikhandi, filha do rei Drupada e irmã de Draupadi, uma figura central no épico.